# Евксиноград

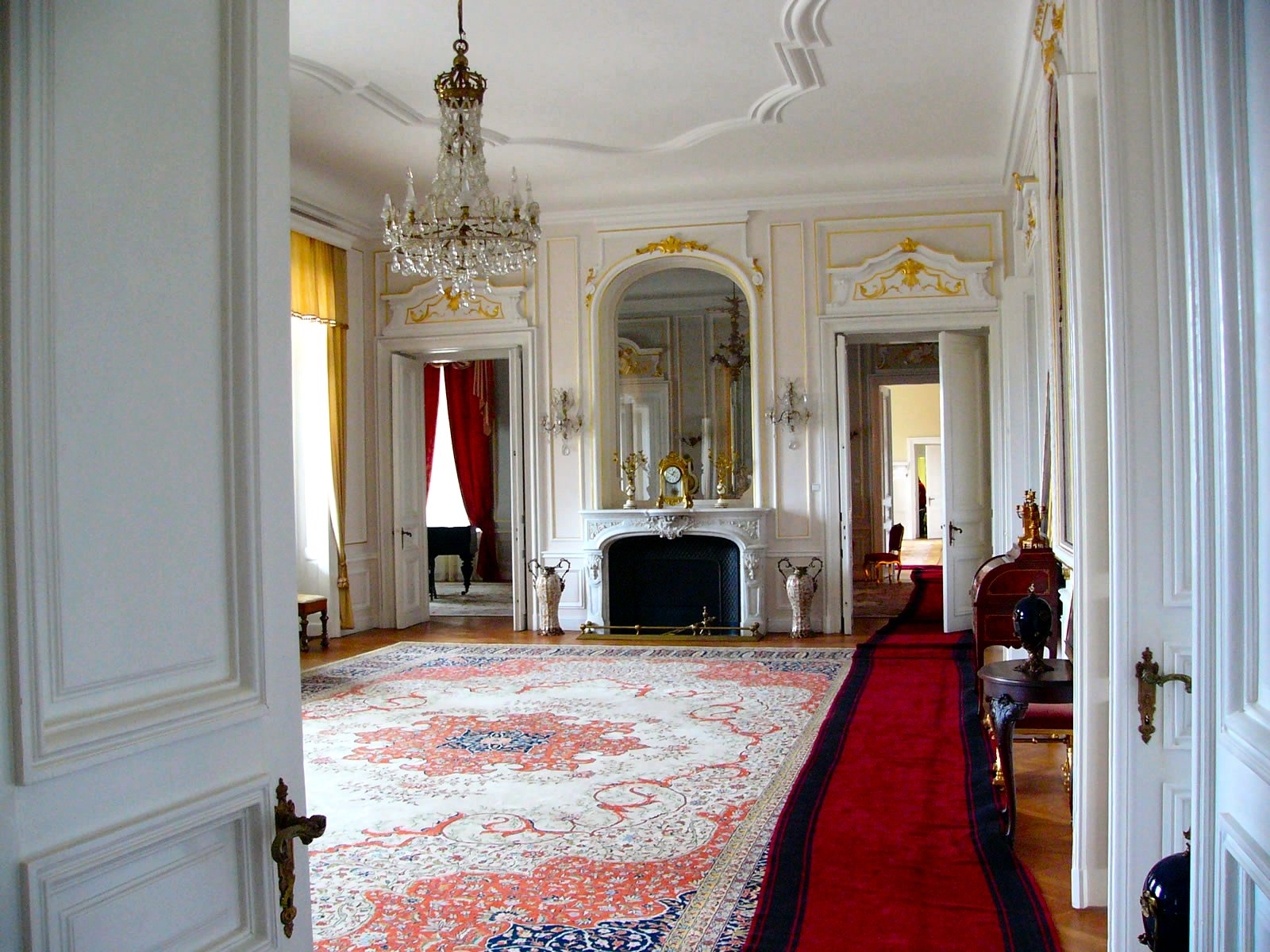
Интерьеры

Евксиноград — летняя резиденция болгарской царской семьи на берегу Чёрного моря, в 8 км от Варны. В настоящее время используется для проведения официальных президентских и правительственных приёмов.

## История
История Евксинограда начинается в 1882 года, когда князь Александр Баттенберг получил в дар от православных иерархов земли, на которых прежде располагались монастыри свв. Димитрия и Константина. Будучи внуком Луи-Филиппа Орлеанского, его преемник Фердинанд задумал воссоздать на черноморском взморье разрушенную во время осады Парижа прусской армией (1870) резиденцию Орлеанского дома в Сен-Клу. Он выписал из Парижа уцелевшие фрагменты знаменитого дворца Филиппа Орлеанского и поручил венскому архитектору Виктору Румпельмахеру встроить их в стены своего дворца.
Первоначально царское поместье называлось Сандрово, от уменьшительного имени Александра Баттенберга — Сандро. Супруга Фердинанда, Мария Луиза Бурбон-Пармская, настояла на том, чтобы резиденция была переименована в Евксиноград (от древнего названия Чёрного моря — Понт Эвксинский). Дворец венценосной четы был наполнен подарками иноземных властителей: солнечные часы преподнесла королева Виктория, огромную люстру — испанские Бурбоны.
В саду, к созданию которого приложил руку знаменитый садовник Эдуар Андре, высажено ок. 310 видов растений, выписанных Фердинандом со всех концов света. Панораму оживляют статуи на сюжеты античной мифологии. Частные покои королевской фамилии расположены на втором этаже, выше — служебные помещения, на первом этаже — комнаты для аудиенций, концертов и столовая. В подвальных этажах устроены винные погреба, на небольшом отдалении — корпуса конюшен.